# Нойштадт (Саксония)
Нойштадт (нем. Neustadt in Sachsen) — город в Германии, в земле Саксония, недалеко от границы с Чехией. Подчинён административному округу Дрезден. Входит в состав района Саксонская Швейцария — Восточные Рудные Горы. Население составляет 13758 человек (на 31 декабря 2010 года). Занимает площадь 24,12 км². Официальный код района 14 2 87 270.
Город подразделяется на 9 городских района, сам город и включённые в состав города бывшие деревни Поленц, Крумхермсдорф, Бертельсдорф, Лангбуркерсдорф, Нидероттендорф, Обероттендорф, Рюкерсдорф и Ругисвальде.

## География
Нойштадт расположен в Нойштадтской долине между горными хребтами Ховальда и Унгера недалеко от границы с Чехией.

## История
К 1333 году относится первое документальное упоминание о Нойштадте как о городе золотодобытчиков. Его основателями были фрайбергские горняки, они назвали город Нувенштад. Первоначально город принадлежал королевству Богемия. Хотя сопутствующие минералы позволяли предполагать наличие золоторудных жил в окрестностях Нойштадта и в Хохвальде, и предпринимались многочисленные попытки найти золото, оно так и не было обнаружено.
Несмотря на это, город не утратил своего значения, так как находился на пересечении двух торговых путей: Соляной улицы из Галле (Заале) в Прагу и улицы Паломников из Бауцена в Богемию на место явления святой Марии (современный город Крупка в Чехии). На улице Паломников ещё до основания города была выстроена церковь Милосердия. Вскоре после основания города была построена церковь святого Иакова. Возможно, что в те времена здесь проходил и паломнический путь к мощам святого Иакова, поэтому церковь была названа в его честь.
В 1451 году город был продан саксонскому курфюрсту Фридриху II Кроткому и с тех пор находился в составе Саксонии.
Уже в XVI веке в городе существовали ремесленные союзы ткачей, портных, сапожников, кузнецов и каретников, чья продукция и торговля ею обеспечивала городу благосостояние. На ярмарки в Нойштадт приезжали издалека. В 1768 году ремесленные союзы кузнецов, слесарей и каретных мастеров заключили пари, кто быстрее изготовит деревянное колесо для кареты. Колесо было сделано за 7 часов и ещё до захода солнца укатило в Дрезден, столицу Саксонии. Копию этого колеса до сих пор можно увидеть в краеведческом музее, а оригинал хранится в замке Морицбург.
Нойштадт был также и сельскохозяйственным центром. Тридцатилетняя война, Семилетняя война, эпидемии чумы, которые только в XVII веке посещали город шесть раз, а также пожары принесли городу немало бед.
В XIX веке ремесленное производство сменяет промышленное производство искусственных цветов, стали и эмалированных изделий.
С 1938 по 1945 год на самом крупном предприятии города — заводах Геринга — изготавливались в строжайшей тайне зенитные орудия калибра 8,8.

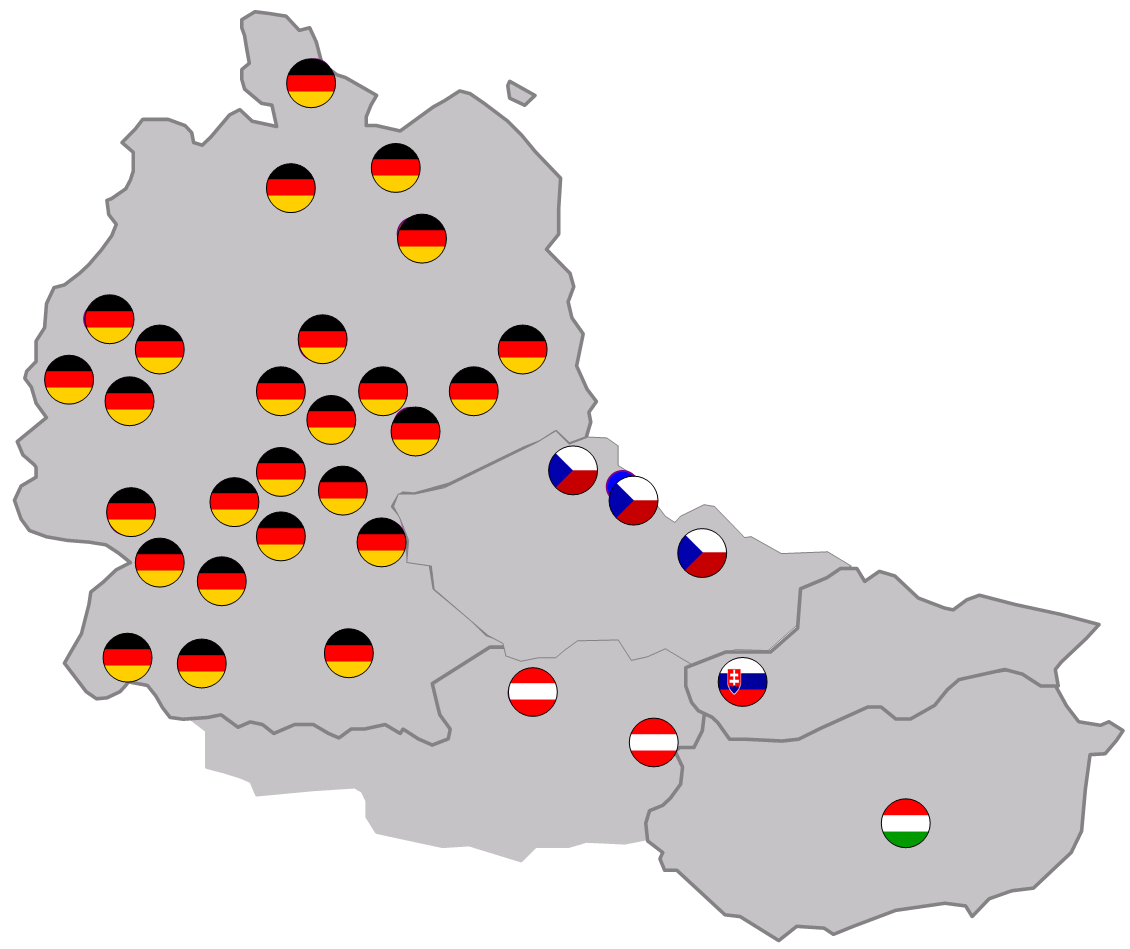
Расположение городов с названием Нойштадт (или соответствием «Новый город» на других языках)

В 1945 году жители решили сдать город, в котором не было немецких войск, наступающей советской Красной армии и польским военным формированиям. Было решено вывесить белые флаги на здании современной школы имени Шиллера в знак капитуляции. Однако это намерение было сорвано фанатичным руководителем местной организации гитлерюгенд, который ещё с несколькими товарищами обосновался в школе и открыл оттуда огонь по входящим в город частям, что привело к напрасным жертвам с обеих сторон за несколько дней до конца войны. По приказу военных начались пожары и разрушения домов. Таким образом, сгорело половина домов вокруг рынка. Только из-за вмешательства пасторов католических и евангелических церквей остальные дома остались нетронутыми. Рискуя жизнью, они разыскали командование и умоляли его пощадить оставшийся город. При этом сыграло немаловажную роль то обстоятельство, что католический пастор был по национальности лужичанином и смог обратиться к русским и полякам на славянском языке.

## Города-партнёры
Город поддерживает партнёрские отношения с городами Гюнцбург, Титизе-Нойштадт и Вайльхайм-ан-дер-Тек, а также с общинами Меккенбойрен, Фритлинген в Германии, и Келен в Люксембурге.
Кроме того, город является членом самой большого объединения дружбы городов в Европе. 36 городов и общин Германии, Австрии, Венгрии, Польши, Словении и Чехии, носящие имя Нойштадт, объединились в европейскую ассоциацию «Нойштадт».

## Достопримечательности и культура

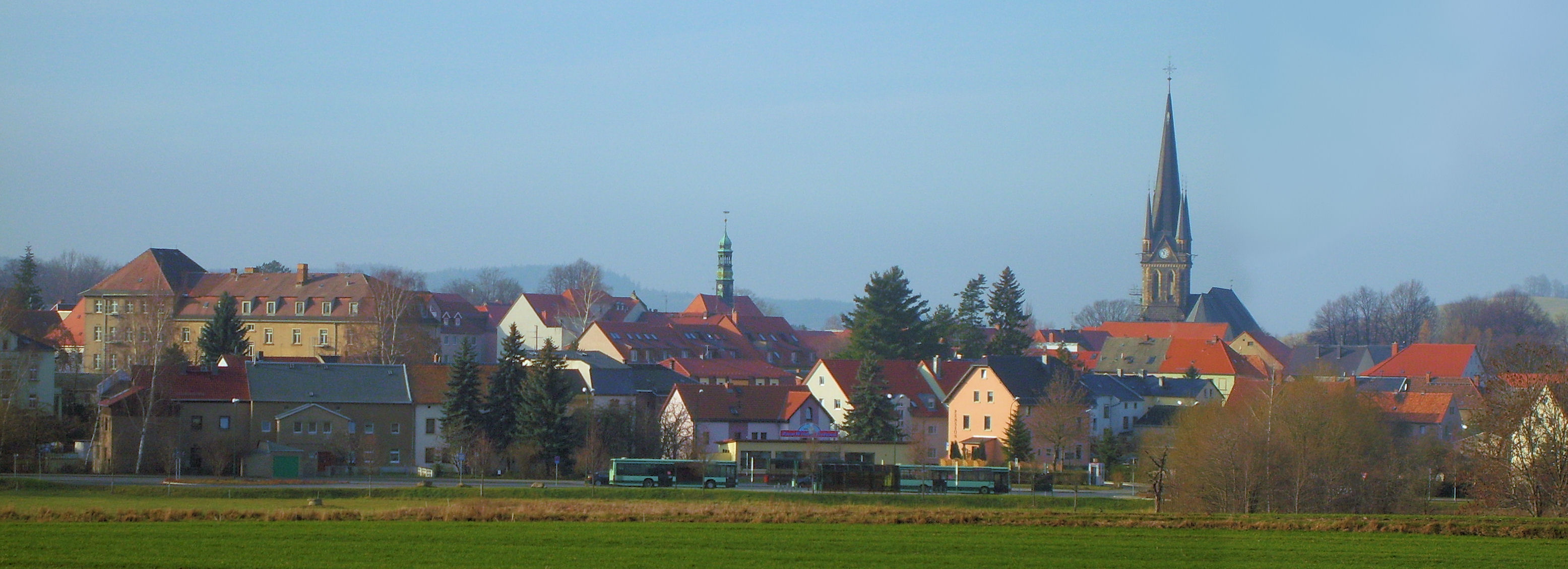
Вид на Нойштадт

Особенной достопримечательностью города является бронзовая, стоящая перед музеем коза. Она была сделана для детского сада в 1969 году, а затем была перенесена к музею, где она простояла 10 лет. В 2008 году коза была возвращена на прежнее место.
Интересна также скульптура из песчаника высотой 4,5 метра, стоящая на пересечении Богемской улицы и рынка и изображающая цветочницу. Она была создана дрезденским скульптором Альбертом Брауном в 1956 году. Полуодетая статуя послужила поводом для возмущений со стороны населения при её открытии.
Барельеф на фасаде дома № 3 по Дрезденской улице — шоколадном магазине — напоминает жителям о «Пфенг-Паулине», торговке, которая в 1900 году была очень известной в городе личностью. У неё в корзине всегда лежали сладости, которые она продавала за один пфенниг во время праздников в округе. Отсюда и её прозвище. Она была всегда бедно одета, но согласно легенде, оставила после себя значительное состояние.
Краеведческий музей в бывшей пивоварне Шмоле рассказывает о близлежащих рыцарских владениях, развитии индустрии искусственных цветов и истории города.
С 19 октября 2007 года в Бертельсдорфе открылась выставка «Ховальд: золото, минералы и драгоценные камни». Это — информационный центр по геологии, истории и добыче золота, минералов и драгоценных камней в регионе и за его пределами.
Ратуша в центре рыночной площади была построена в 1700 году. Над входом в ратушу висит герб Мейсена и Нойштадта. Примечательна и покрытая медью часовая башня ратуши. Здание напоминает завод, что, вероятно, можно объяснить тем фактом, что город был основан горняками. Недалеко от ратуши находится верстовой столб, установленный в 1729 году саксонской почтовой службой, с указанием расстояний до многих близлежащих городов в часах езды.
Самое высокое здание города — часовая башня 1884 года в неоготическом стиле евангелистской церкви святого Иакова 1346 года. Самая древняя сохранившаяся часть церкви — прекрасный, вырезанный из дерева алтарь XVI века. А часовую башню с четырьмя циферблатами видно далеко с окрестных холмов, а при хорошем зрении можно увидеть даже точное время. Часы бьют каждые 15 минут, а праздничный перезвон слышен и в окрестных деревнях.
Самый старый дом в городе — это построенный в 1616 году дом пастора. Здесь жил пастор и известный исследователь Саксонской Швейцарии В. Л.Гёцингер (1758—1818).
Католическая церковь святой Гертруды, недалеко от городского парка, была построена в 1927—1928 годах.
Типичными для Саксонии являются ухоженные скверы в центре города и уединённые пешеходные тропы. В любое время года красив парк имени Артура Рихтера, заложенный в 1891 годах на лугу у охотничьего домика. В парке растут деревья редких пород, а у пруда с фонтаном любят гулять горожане.

## Экономика и промышленность
До 1989 года Нойштадт был центром сельскохозяйственного машиностроения. Построенный после Второй мировой войны комбинат сельскохозяйственных машин содействовал развитию города. С 1948 по 1984 год население города удвоилось.
В 2007 году предприятие перешло фирме «Capron GmbH», которая начала изготовление жилых автомобилей.
Ранее в городе существовало множество мелких предприятий по изготовлению искусственных цветов. Это занятие было преимущественно женской работой. Цветы делали дома, а затем сдавали на фабрику. Так как при их изготовлении использовались такие вещества, как клеи или стеклянная крошка, опасные для игравших тут же детей, то оформление лепестков и другие работы, которые нельзя было проводить дома, осуществлялись так называемыми «цветочницами» на фабриках. После объединения Германии эта отрасль не выдержала конкуренции с более дешёвой продукцией других стран.

## Транспорт
С 1877 года в городе функционирует железнодорожный вокзал на линии Бауцен — Нойштадт — Бад-Шандау и Нойштадт — Дюррёрсдорф-Диттерсбах. Сообщение Бауцен — Нойштадт в начале 21 века было ликвидировано.

## Персоналии
- Зейферт, Карл Фридрих (гравёр)